# Behrouz Rahbar
Behrouz Rahbar, em persa: بهروز رهبر, (23 de setembro de 1945 – Tabriz, 22 de março de 2020) foi um ciclista olímpico iraniano. Representou sua nação em três eventos nos Jogos Olímpicos de Verão de 1972. Conquistou o ouro nos Jogos Asiáticos de 1974.
Morreu no dia 22 de março de 2020.